# Фаргана
Фаргана́ (также пишется Фергана́, Фергона́ и Фаргона́) — согдийское княжество со столицей в Ахсикете с III века по 819 года и историческая область на территории современных областей Узбекистана, Таджикистана и Кыргызстана в Ферганской долине.
Правители региона были известны под своими титулами «ихшид» и «дехган».

## История
Местная династия Фарганы непрерывно правила с III века. Имена правителей не сохранилось. Титул правителей — ихшид.

### Западно-тюркский каганат
В VI-VII веках правители Фарганы стали вассалами древних тюрок. Между 624 и 649 годами местный правитель Циби был убит тюрком Кань Мохэдо. Но вскоре его изгнал представитель династии Ашина, Шуни. После него правил его сын Йебочжи. Затем при не совсем ясных обстоятельствах старая династия вновь оказалась у власти.

### Танская империя
Княжество Фаргана находилось под властью тюрок до 657, после чего стала протекторатом Анси под Танской властью. 

### Омейядский халифат
Фаргана была завоевана арабским генералом Кутейба ибн Муслимом в VIII веке во время завоевания Мавераннахра. Через некоторое время ихшид Гурек собирает армию для того, чтобы дать отпор Кутейбе, но в последующей битве терпит поражение, из-за чего впоследствии Фаргана подвергается опустошительному набегу арабов.

### Саманидский эмират
В 819 году губернатор Хорасана, Хасан ибн Аббад, назначил саманидского принца Ахмада ибн Асада правителем Фарганы, тем самым положив конец древней династии.

## Правители
Фергана (Бохань) (ок. 180—770)
- ок. 180—630 кушанская династия.[источник не указан 827 дней]
- Киби (Циби) (ок. 600—630).
- ок. 635 тюркское завоевание.[источник не указан 827 дней]
- Кань Мохэдо

Фергана (ок. 630—770)
Столица: Касан. Титул: ихшид, тархан.
- 1. Ашина Шени (Шуни) (ок. 630—650).
- 2. Йебочжи (ок. 650—660).
- 3. Аляошань (ок. 660—680).
- 4. Тар (Алутар) (ок. 680—720).
- 5. Арслан-тархан (Асилань-дагачжу) (ок. 720—750).
- 6. Чжун-цзюэ (Учжунцзйе) (ок. 750—770).
- Сйеюй?
- ок. 770 арабское завоевание[2].
- 819 Саманидское завоевание